# Ocyceros griseus
Ocyceros griseus és una espècie d'ocell de la família dels buceròtids (Bucerotidae) que rep en diverses llengües el nom de "calau gris de Malabar" (Anglès: Malabar Grey Hornbill. Espanyol: Cálao gris malabar). Habita la selva humida del sud-oest de l'Índia.